# Sequía en Chile de 1968-1969
La sequía que enfrentó Chile entre 1968 y 1969, conocida como la Gran sequía de 1968, fue uno de los mayores déficit pluviométricos en dicho país durante el siglo XX, sólo comparable a los similares fenómenos de 1924 y 1998-1999. La sequía afectó a gran parte del territorio nacional, abarcando las regiones de Atacama, Coquimbo, Valparaíso, Metropolitana, O'Higgins, Maule, Ñuble y Biobío.
La agricultura se vio duramente afectada por la sequía, estimándose en mil millones de dólares los costos totales de sus efectos. La producción de cereales y hortalizas decreció en un 65 %, las áreas de riego disminuyeron un 40 %, y el ganado del país se redujo en un 45 %. Ello provocó el desempleo de 225 000 trabajadores agrícolas. Otra actividad afectada fue la gran minería del cobre, puesto que la escasez de agua implicó una baja en la producción de energía eléctrica que era utilizada en los procesos mineros, como lo que sucedió en El Teniente.
El gobierno de Eduardo Frei Montalva creó la Comisión Nacional para la Sequía, dependiente del Ministerio de Agricultura, para enfrentar la crisis. A fines de 1968, se firmó el decreto 1474 del Ministerio del Interior que instauró el horario de verano en el país con el objetivo de ahorrar energía. Ello implicó adelantar el huso horario a UTC-3 entre octubre y marzo, cuestión que se realizó hasta 2014.

## Precipitaciones
El índice de precipitaciones en la zona afectada fue:
| Ciudad     | Precipitaciones | Precipitaciones | Precipitaciones |
| Ciudad     | Normales        | 1968 (±%)       | 1969 (±%)       |
| ---------- | --------------- | --------------- | --------------- |
| Copiapó    | 22,0            | 0 (-100%)       | 21,3 (-3%)      |
| La Serena  | 104,3           | 34,2 (-67%)     | 9,0 (-91%)      |
| Ovalle     | 125,8           | 36,6 (-71%)     | 21,5 (-83%)     |
| Valparaíso | 380,5           | 89,0 (-77%)     | 197,1 (-48%)    |
| Santiago   | 329,8           | 62,2 (-78%)     | 177,3 (-46%)    |
| Rancagua   | 426,1           | 82,0 (-81%)     | 242,6 (-43%)    |
| Linares    | 940,9           | 527,1 (-44%)    | 826,7 (-5%)     |
| Chillán    | 1.024,9         | 536,9 (-48%)    | 1.045,5 (+2%)   |